# Sullivantia sullivantii
Sullivantia sullivantii är en stenbräckeväxtart som först beskrevs av John Torrey och Gray, och fick sitt nu gällande namn av Britt.. Sullivantia sullivantii ingår i släktet Sullivantia och familjen stenbräckeväxter. Inga underarter finns listade i Catalogue of Life.